# Stephanie Longfellow
Stephanie Longfellow (Boston, 17 marzo 1882 – ...) è stata un'attrice statunitense del cinema muto. Pronipote del grande poeta Henry Wadsworth Longfellow, esordì nel cinema nel 1909 nel ruolo di cameriera in un film di D.W. Griffith, Eradicating Aunty.

## Biografia
Non si conoscono molte notizie biografiche su Stephanie Longfellow. Nella sua carriera, secondo la filmografia fornita dall'IMDb, girò in due anni di attività 39 film, quasi sempre diretta da Griffith alla Biograph Company, più di una volta nel ruolo di protagonista. Il suo debutto risale al 1909, il suo ultimo film al 1911.